# Franco Rol
Franco Rol (n. 5 iunie 1908 - d. 18 iunie 1977) a fost un pilot italian de Formula 1 care a evoluat în Campionatul Mondial între anii 1950 și 1952.